# Sturmflut

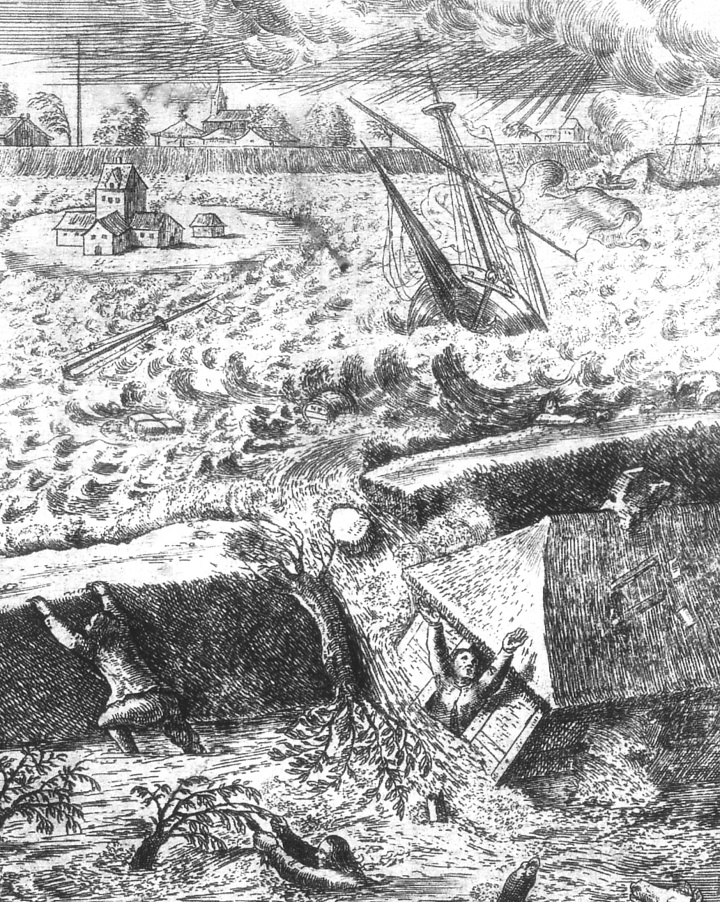
Sturmflut mit Deichbruch (1661)

Eine Sturmflut ist ein durch Sturm mit auflandigen Winden erhöhter Tidenstrom.

## Definitionen
DIN 4049-3 (2005) definiert eine Sturmflut als ein „durch starken Wind verursachtes Ansteigen des Wassers an der Meeresküste und in den Flussmündungen im Küstengebiet, wenn die Wasserstände einen bestimmten Wert überschreiten.“
Die in Deutschland weitgehend anerkannte Klassifikation von Nordseesturmfluten für Emden, Bremen und Hamburg vom Bundesamt für Seeschifffahrt und Hydrographie (BSH) bezeichnet das Erreichen von 1,5 bis 2,5 m über dem mittleren Hochwasser (MHW) als „Sturmflut“; von 2,5 bis 3,5 m über dem MHW als „schwere Sturmflut“, und bei über 3,5 m als eine „sehr schwere Sturmflut“. Das mittlere Hochwasser ist eine Bezeichnung für den aus einer hinreichend langen Beobachtungsreihe abgeleiteten mittleren Hochwasserstand.

## Beschreibung

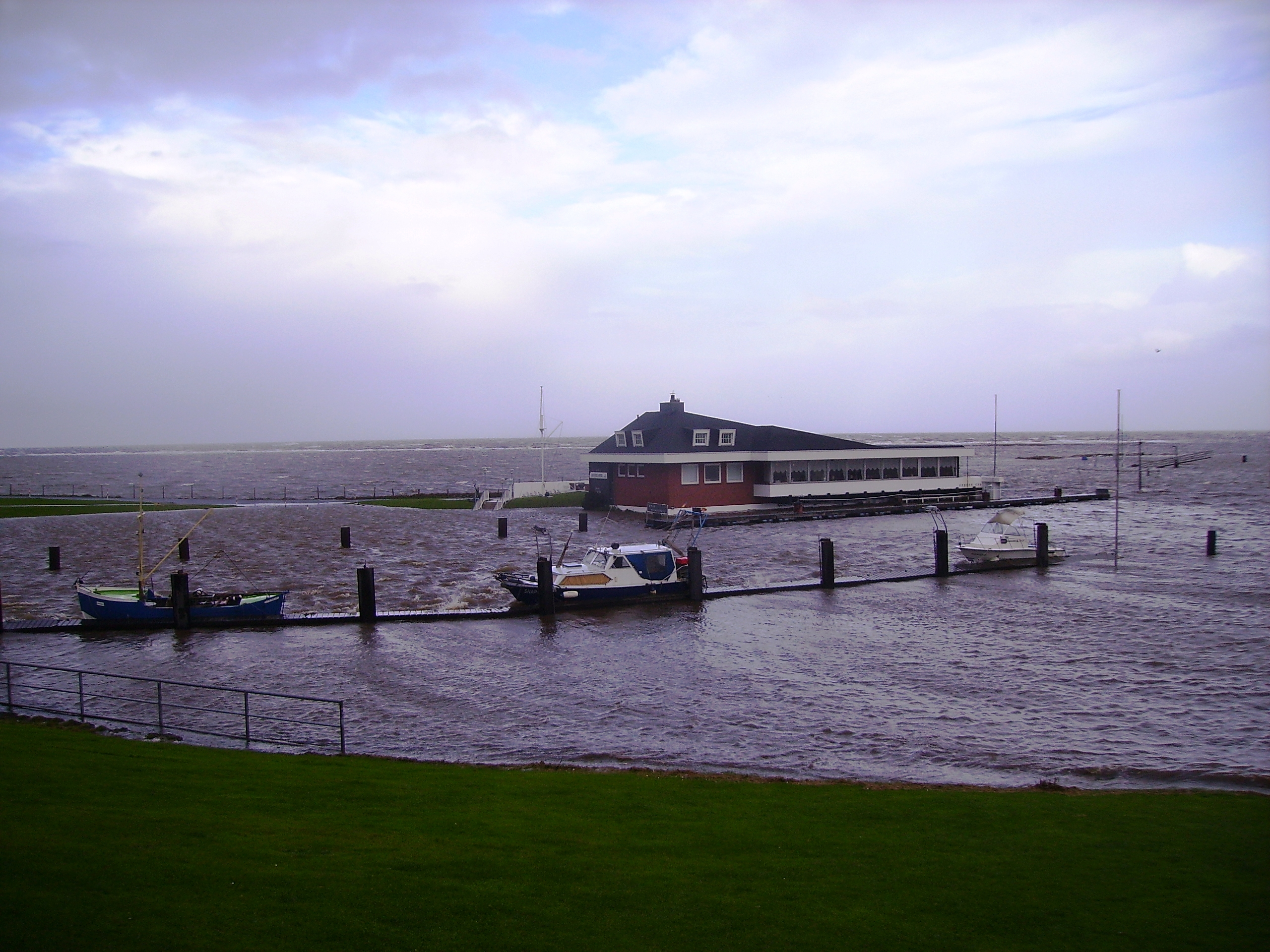
Elbterrassen in Otterndorf bei Sturmflut

Sturmfluten treten an der deutschen Küste verstärkt im Frühjahr und im Herbst auf. Die Deutsche Bucht ist nach Ansicht des Bundesamts für Seeschifffahrt und Hydrographie (BSH) eines der am stärksten von Sturmfluten bedrohten Gebiete weltweit. Bedingt durch die Geographie der Nordseeküste und den Trichtereffekt der Elbmündung tritt dieses Phänomen dort häufiger auf als anderswo.
Sturmfluten bedeuten eine Gefahr für die betroffenen Küstenregionen durch Überschwemmungen, soweit sie die von Menschen geschaffenen Deiche durchbrechen. Sturmfluten verleihen Wellen eine erhebliche Energie. Im Mittelalter veränderten im Nordseebereich Sturmfluten den Küstenverlauf und schufen großräumige Meeresbuchten wie den Jadebusen und den Dollart.

## Geschichte der Sturmfluten der Nordseeküste

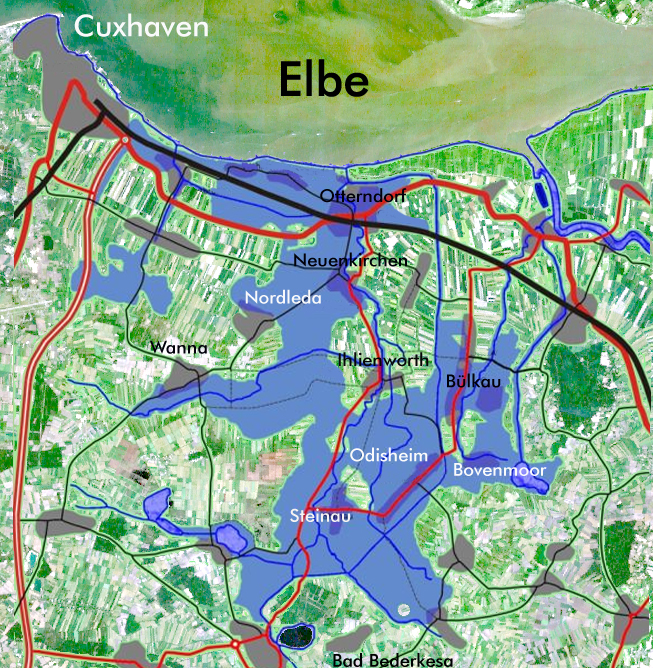
Betroffenes Gebiet bei einer sehr schweren Sturmflut von 4,5 m bei einem Deichbruch am Glameyer-Stack, Otterndorf

Sturmfluten und ihre Wirkungen sind seit der Römerzeit bekannt. Zuverlässige Angaben gibt es dabei – bis in die neuere Zeit hinein – allenfalls für das Ausmaß der jeweiligen Landverluste. Welche Sturmflut im Hinblick auf die Zahl der Toten die verheerendste war, ist nicht bekannt. Die früheren Angaben zur Zahl der Toten sind sehr widersprüchlich; es ist zu vermuten, dass einige Zahlen im Hinblick auf die mittelalterliche Siedlungsdichte an der Nordsee deutlich zu hoch angesetzt wurden.
Um 120 bis 115 v. Chr. sollen laut antiker Quellen bei der großen Cimbrischen Flut in Jütland viele Menschen umgekommen sein, wodurch die Völkerwanderung der Kimbern und Teutonen veranlasst wurde. Es besteht aber Zweifel, ob die Folgen der Sturmflut genügten, um beide Völker zum Aufgabe ihres Lebensraums zu veranlassen.
Um 1134 ereignete sich eine Sturmflut in Flandern. Als Folge davon entstand ein Seearm (Zwin), der sich bis nach Brügge erstreckte und der Stadt später über das kanalisierte Flüsschen Reie den Zugang zum Meer bot. Bei der Julianenflut starben im Jahre 1164 im Gebiet der Weser und Elbe und in Ostfriesland um die 20.000 Menschen.
Die bedeutendsten Sturmfluten des Mittelalters sind die Erste Marcellusflut des Jahres 1219 und die Zweite Marcellusflut oder Grote Mandränke von 1362. In beiden Fluten veränderte sich der Küstenverlauf drastisch: Inseln wurden zerstört, geteilt oder geschaffen und große Landstriche des Festlands gingen über Nacht verloren. Es gab Zehntausende von Toten und Dutzende verlorene Dörfer. In der Ersten Marcellusflut wurde die Zuidersee, das heutige IJsselmeer, geschaffen, wobei etwa 36.000 Menschen starben. Bei der Groten Mandränke gehen die – vielleicht etwas hoch gegriffenen – Schätzungen bis 100.000 Todesopfer. Sicher ist, dass 30 Dörfer in einer Nacht vernichtet wurden, infolge der Sturmflut durch die zerstörten Deiche insgesamt 44 Dörfer. Viele andere Dörfer wurden für viele Jahre von der Umgebung abgeschnitten und wurden zu Inseln, so auch Asel bei Wittmund.
Seit dem Mittelalter hat sich auf niederländischem Gebiet in jedem Jahrhundert eine Flutkatastrophe ereignet, bei der hoher Schaden entstand und viele Opfer zu beklagen waren:
- 1347 und 1376 rissen die Sturmfluten weite Landesteile weg und vernichteten hunderte Dörfer mit ihren Bewohnern, der Dollart entstand und der Jadebusen wurde um ein Vielfaches vergrößert.
- Im 15. Jahrhundert war es die Elisabethenflut 1421,
- im 16. Jahrhundert die Allerheiligenflut 1570,
- im 17. Jahrhundert die Burchardiflut vom 11. Oktober 1634. Durch das nahende Ende der Kleinen Eiszeit wurden die wirtschaftlichen Verhältnisse stabiler; nach der Burchardiflut fand eine wichtige Wende im Deichbau statt, siehe Geschichte des Deichbaus.
- Im 18. Jahrhundert folgte die Weihnachtsflut von 1717,
- im 19. Jahrhundert die Februarflut von 1825.
- Die Flutkatastrophe von 1953 gilt als die schwerste Sturmflut des 20. Jahrhunderts in den Niederlanden und England. Vom niederländischen Wetteramt wird nur diese zur Kategorie der schweren Sturmfluten im 20. Jahrhundert gezählt, während sich die in Deutschland besonders verheerende Flut vom 17. Februar 1962 in den Niederlanden lediglich als mittlere Sturmflut äußerte.

Die Opfer der Sturmfluten von 1953 (vor allem in den Niederlanden) und der Sturmflut 1962 (vor allem in Deutschland und Dänemark) waren Anlass für umfangreiche Küstenschutzmaßnahmen wie die Deltawerke. Diese enormen Investitionen in den Küstenschutz, insbesondere durch Deichbau und Sperrwerke, haben dafür gesorgt, dass die jüngsten Sturmfluten weitaus weniger Schäden verursachten als frühere, niedrigere Sturmfluten.

## Große Sturmfluten
- 1304: Allerheiligenflut an der Ostsee, 271 Tote
- 1824: Sturmhochwasser in Sankt Petersburg, 10.000 Tote
- 1872: Ostseesturmhochwasser, 271 Tote. Die Düne, die Wustrow mit Alt-Gaarz verband, wurde weggespült, Wustrow wurde zur Insel.
- 12. November 1970: Ein Zyklon mit Windgeschwindigkeiten von bis zu 230 km/h und meterhohen Flutwellen trifft Bangladesch (damals Ostpakistan): 300.000 Tote.
- 29. April 1991: Wirbelsturm Gorky drückt mit Windgeschwindigkeiten bis zu 250 km/h in Bangladesch eine bis zu sechs Meter hohe Flutwelle weit in das Land. Nach offiziellen Quellen starben dabei 138.000 Menschen.

## Aufzeichnungen der Wasserstände bei Sturmfluten

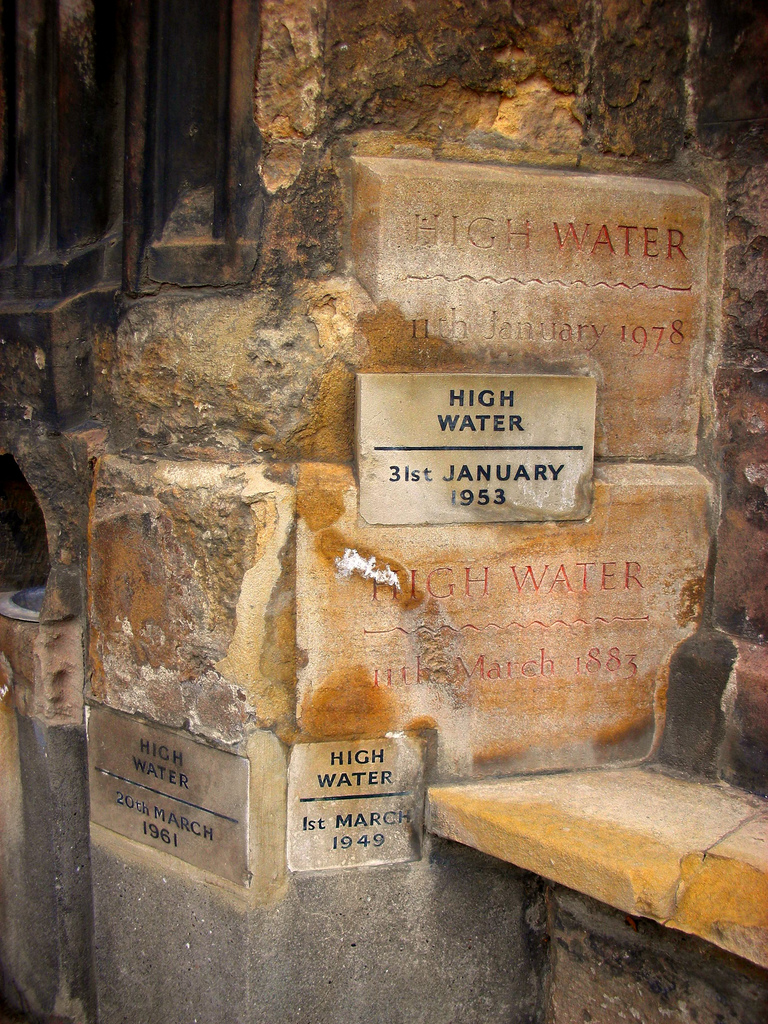
Gedenkstein mit der Höhenangabe verschiedener Überflutungen an der St.-Margarets-Kirche in King’s Lynn, Ostengland

Für die Nordsee gibt es erst seit 1840 regelmäßige Aufzeichnungen über Wasserstände; nach Einführung automatischer Pegelschreiber entstanden ab 1880 kontinuierliche Aufzeichnungen. Aus solchen hinreichend langen Beobachtungsreihen werden durchschnittliche Wasserstände berechnet und Eckdaten abgeleitet, die für die Wasserstandsvorhersage verwendet werden, wobei meteorologische Daten die Vorhersagen erleichtern.
Als Wasserstand (WS) wird die aktuelle Höhe eines natürlichen oder künstlichen Wasserspiegels in Bezug auf einen Referenzpegel zur Wasserstandsmessung bezeichnet, wobei länderabhängig unterschiedliche Höhensysteme und Referenzpunkte benutzt werden. Für die Nordsee ist dabei der Amsterdamer Pegel (NAP; Normaal Amsterdams Peil) der wichtigste Bezugspunkt.
Mittelwasser (MW) stellt bei der Wasserstandsmessung den mittleren Stand des Wassers während eines längeren Zeitraums dar, der als arithmetisches Mittel gleichabständiger, meist stündlicher Wasserstände über diesen Zeitraum berechnet wird. Dieser Begriff wird grundsätzlich nur im Binnenland verwendet, wo kein oder nur ein geringer Einfluss durch den Tidenstrom besteht. Mittleres Hochwasser (MHW) ist der abgeleitete mittlere Hochwasserstand beziehungsweise die mittlere Hochwasserhöhe (MHWH). Tidenhub (TH) ist dabei der Höhenunterschied des Wasserstandes im Wechsel der Gezeiten. Besonders hohe Tiden bei Voll- und Neumond werden Springhochwasser (SpHW) beziehungsweise umgangssprachlich Springflut genannt; sie können sich durch Gezeitenwellen und Wind (Driftstrom) zu einer Sturmflut entwickeln.
Steigt das Wasser an der Nordseeküste um mehr als 1,5 m über den mittleren Hochwasserstand (MHW), spricht man von einer Sturmflut, ab 2,5 m von einer schweren und ab 3,5 m von einer sehr schweren Sturmflut. Sie entsteht durch das Zusammenspiel von Wind und Gezeiten, wobei sowohl die Windstärke als auch ihre Dauer eine Rolle spielen. Stehen Mond und Sonne in einer Achse zur Erde, addieren sich bei Neumond die Gezeitenkräfte zu einer Springtide, bei der es zu besonders hohen Wasserständen kommt.
Sturmfluten sind an der Nordseeküste keine seltene Erscheinung. Sie sind ab 1000 n. Chr. überliefert, sie veränderten den Küstenverlauf und schufen großräumige Meeresbuchten. Sie bedeuten eine Gefahr für die relativ flachen Küstenregionen durch Überschwemmungen, soweit sie über die Deichkronen schwappen oder die Deiche sogar brechen. Die Bewohner der Küstengebiete haben aber gelernt, sich mit der Anlage von Warften, Deichen, Schleusen, Sturmflutwehren und Windmühlen (als Schöpfmühlen zur Entwässerung) zu schützen.
Heutzutage werden Sturmfluten nach der Höhe ihres Wasserstandes in leichte, mittlere und schwere Fluten eingeteilt. Solange es noch keine exakte Statistik der Wasserstände gab, wurden sie nach den durch sie verursachten Schäden bewertet. Durchschnittlich alle zwei Jahre tritt an der niederländischen Nordseeküste eine Sturmflut auf, die als leicht kategorisiert wird und in der Regel ohne größere Schäden verläuft. Gefährlicher, aber auch seltener sind mittlere Sturmfluten, die statistisch nur alle 10 bis 100 Jahre beziehungsweise schwere Sturmfluten, die alle 100 bis 1000 Jahre auftreten.

## Sturmfluten und Pegelstände
Die folgende Tabelle enthält die bei Sturmfluten gemessenen Pegelstände ab 5 m über NN am Beispiel des Pegels von Hamburg-St. Pauli und im Vergleich dazu die Pegelstände in Cuxhaven.
(N = Neumond; V = Vollmond; Diff. = Differenz)
| Datum           | St. Pauli | Cuxhaven | Diff. | Bemerkungen                                   |
| --------------- | --------- | -------- | ----- | --------------------------------------------- |
| 3. Jan. 1976 N  | 6,45      | 5,10     | 1,35  | Höchster bisher gemessener Pegelstand         |
| 6. Dez. 2013 N  | 6,09      | 4,64     | 1,45  | zweite von drei Sturmfluten durch Orkan Xaver |
| 28. Jan. 1994 V | 6,02      | 4,50     | 1,52  |                                               |
| 10. Jan. 1995 V | 6,02      | 4,48     | 1,54  |                                               |
| 3. Dez. 1999 V  | 5,95      | 4,50     | 1,45  |                                               |
| 19. Feb. 2022 V | 5,88      | 4,38     | 1,50  | hervorgerufen durch Orkan Zeynep              |
| 24. Nov. 1981 V | 5,81      | 4,75     | 1,06  |                                               |
| 23. Jan. 1993 N | 5,76      | 4,34     | 1,42  |                                               |
| 28. Feb. 1990 N | 5,75      | 4,44     | 1,31  |                                               |
| 5. Feb. 1999 V  | 5,74      | 4,50     | 1,45  |                                               |
| 17. Feb. 1962 V | 5,70      | 4,95     | 0,76  | siehe Sturmflut 1962                          |
| 9. Nov. 2007 N  | 5,40      | 4,41     | 0,99  |                                               |
| 28. Jan. 2002 V | 5,26      | 3,84     | 1,42  |                                               |
| 4. Feb. 1825 V  | 5,24      | 4,66     | 0,58  |                                               |
| 30. Jan. 2000 N | 5,16      | 3,94     | 1,22  |                                               |

## Erderwärmung

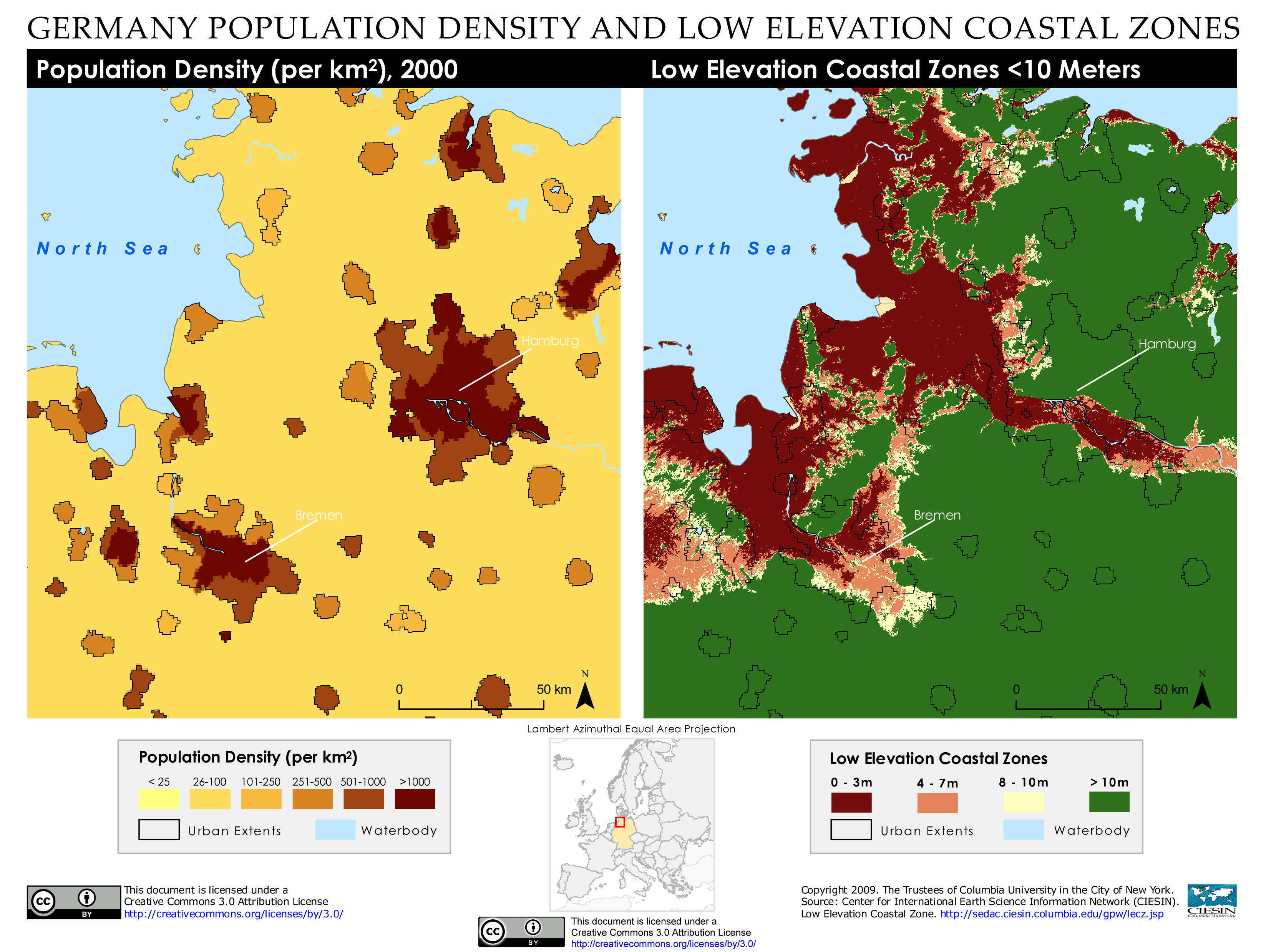
Bevölkerungsdichte und Höhe über dem Meeresspiegel rund um die deutsche Nordsee. Hamburg und Bremen sind besonders anfällig für den Anstieg des Meeresspiegels

Im Zuge der globalen Erwärmung durch einen verstärkten Treibhauseffekt wird von Wissenschaftlern mit einer Erhöhung der Sturmflutgefahren durch drei Effekte gerechnet: erhöhte Sturmwahrscheinlichkeit, Erhöhung der Sturmintensitäten und genereller Anstieg des Meeresspiegels.

## Risikoanalyse Sturmflut
Im Rahmen der vom deutschen Bundesamt für Bevölkerungsschutz und Katastrophenhilfe (BBK) durchgeführten Risikoanalysen im Bevölkerungsschutz wurde im Jahr 2014 die Risikoanalyse Sturmflut veröffentlicht.
Das analysierte Sturmflut-Szenario geht von einem zwei Tage anhaltenden Wintersturm aus, der zu einer sehr schweren Sturmflut führt und auf die gesamte deutsche Nordseeküste, die Niederlande und Dänemark trifft. Die höchsten Wasserstände treten in Hamburg, Bremerhaven und Husum auf. Die Wasserstände übersteigen zwar nicht die Deichhöhen, es kommt aber zu Wellenüberlauf, was punktuell Deichbrüche und damit Überflutungen des Hinterlandes verursacht, mit teils erheblichen Schäden. Durch den Sturm kommt es bundesweit zu langanhaltenden Stromausfällen.
- Der Wintersturm trifft auf 30 Mio. Einwohner und verursacht 110 Tote.
- Die Überflutung betrifft 150.000 Einwohner und verursacht > 150 Tote.
- Die langanhaltenden Stromausfälle betreffen mehr als 6 Mio. Personen und verursachen ca. 1.000 Tote.

Die Eintrittshäufigkeit wird mit 1× in >10.000 Jahren ermittelt.

## Siehe auch

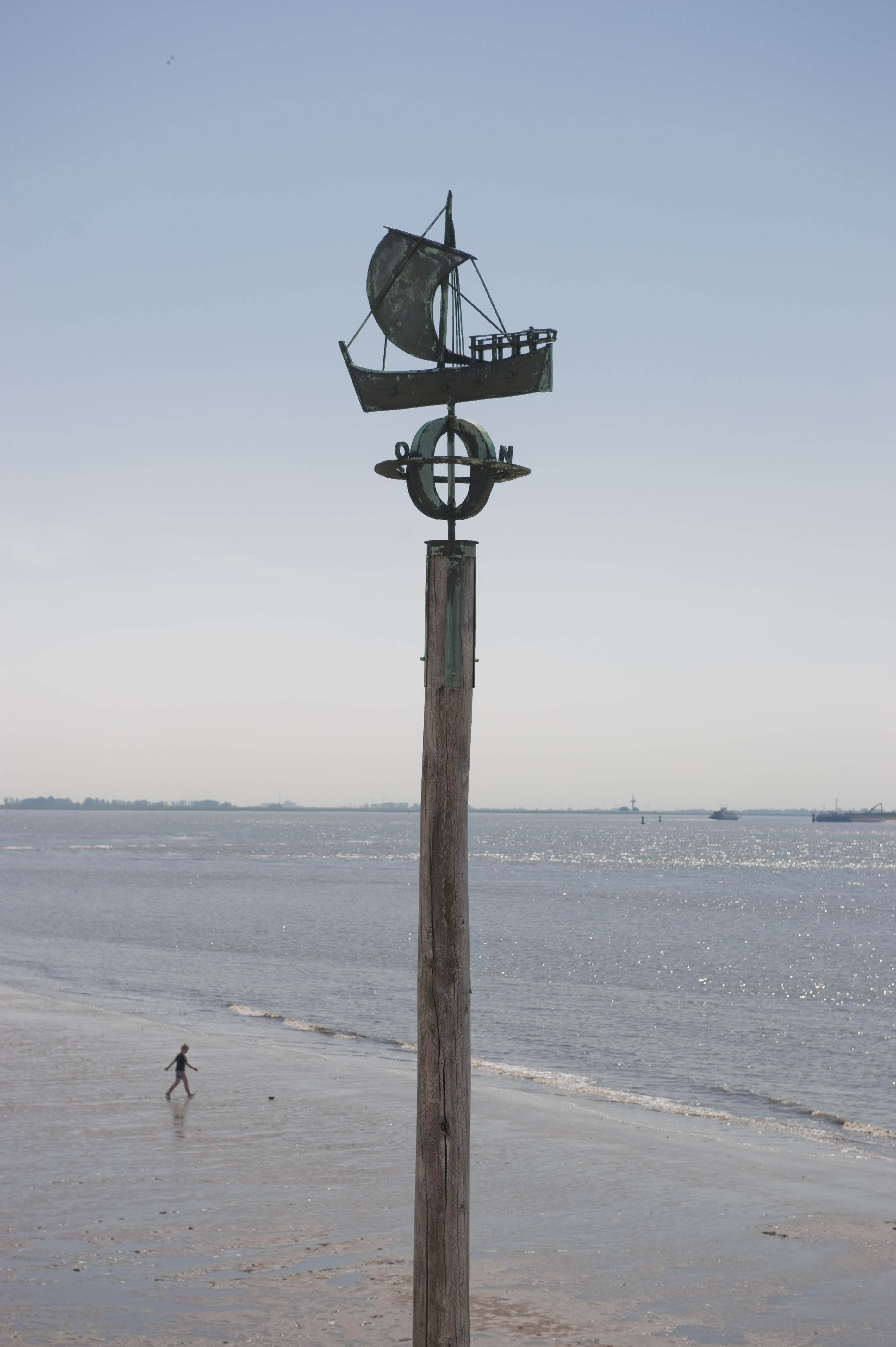
Sturmflutsäule in Bremerhaven (Gerhard Olbrich)

## Sonstiges
Sturmfluten wurden auch Gegenstand literarischer Werke wie beispielsweise in der Novelle Der Schimmelreiter von Theodor Storm, der darin außerdem recht interessant die Entwicklung im Deichbau an der Nordsee im 19. Jahrhundert beschreibt. Die Sturmflut wird dabei in der deutschen Literatur sowie in Liedertexten oft auch als Blanker Hans bezeichnet.